# 薛枓廈
薛 枓廈（ソル・ドゥハ、朝鮮語: 설두하、1899年 - 1980年12月）は、大韓民国の教育者、政治家。第7代韓国国会議員。

## 経歴
蔚山伴鴎洞に生まれた。京城工業専門学校応用化学科中退、京城高等普通学校、大邱高等普通学校師範科卒。教育者として40年間勤めて、慶尚南道の国民学校の教師・校長、蔚山女中・方魚津中・大峴中校長などを歴任した後、蔚山再建国民運動促進会長、民主共和党慶南第12地区党事務局長・慶南第12地区党委員長・中央常任委員を務めた。1967年の第7代総選挙では民主共和党所属の国会議員となったが、1971年の第8代総選挙では公認から脱落したため、政界を引退し蔚山で静かに過ごした。1980年12月に死去。

## 人物
教師として国語、数学、社会、自然はもちろん、音楽と体育まで教えることができる。国会議員時代には与党に所属しながら政府の間違った教育政策を批判することがあり、同僚の議員たちに漢文の『四書三経』講義をしたこともある。また、剣道3段の所有者でもある。
4人兄弟の長男で、父は地元の下廂面長、水利組合長、金融組合長などを務めたことがある。一人娘以外に実子はいないため、弟の息子を養子として育った。

## エピソード
1962年、蔚山が工業都市に指定されたのに合わせて作られた『蔚山市民の歌』の作詞者である。